# Newmachar
Newmachar ist eine Ortschaft in der schottischen Council Area Aberdeenshire. Sie liegt etwa zwölf Kilometer südöstlich von Inverurie und 14 Kilometer nordwestlich des Zentrums von Aberdeen.

## Geschichte
Ein stein- oder bronzezeitlicher Cairn nördlich von Newmachar zeugt von der frühen Besiedlung der Umgebung. Südwestlich befindet sich ein Stehender Stein. Im Jahre 1760 wurde nordwestlich der Ortschaft das Herrenhaus Straloch House errichtet. Dieses zählte zunächst zu den Besitztümern des Clans Gordon, ging dann aber an den Clan Ramsay über.
Newmachar ist Geburtsort des 1580 geborenen Kartographen Robert Gordon of Straloch. 1961 lebten 439 Personen in Newmachar. Seitdem stieg die Einwohnerzahl stetig auf 2480 im Jahre 2011.

## Verkehr
Die in Aberdeen beginnende und in Macduff endende A947 ist die Hauptverkehrsstraße der Ortschaft. Sie bindet Newmachar bei Aberdeen an die A90 (Fraserburgh–Edinburgh) an. Im benachbarten Oldmeldrum kreuzt außerdem die von Ellon nach Dufftown führende A920.
In den 1860er Jahren erhielt Newmachar einen eigenen Bahnhof entlang der neueröffneten Formartine and Buchan Railway, einer Stichbahn der Great North of Scotland Railway. Die 1979 geschlossene Strecke wurde zwischenzeitlich rückgebaut. Das Bahnhofsgebäude Newmachars existiert jedoch noch.
Mit dem Flughafen Aberdeen International befindet sich ein internationaler Verkehrsflughafen rund sieben Kilometer südlich von Newmachar.